# سه‌رنگ (گیاه)
درختچه سه‌رنگ یا سه‌رنگ چینی (نام علمی: Photinia serratifolia) نام یک گونه از زیرخانواده مالوئیده است.